# 결계
결계(結界)는 불교에서 승가가 하나의 "현전 상가"의 공간 영역(=界)을 설정하는 것을 말한다. 결계에 대한 규정은 율장의 권도 제1장에서 볼 수 있다.
후세에 계의 개념과 밀교의 신비주의가 합쳐지면서 원래의 인도 불교에는 없었던 "특수한 에너지를 보유한 신비 공간으로서의 계"라는 관념이 생겨났고, 성스러운 영역과 속된 영역을 나누고 질서를 유지하기 위해 구역을 한정한다는 의미(결과)도 생겨났다. 또한 일본에서는 고대 신토나 신토의 신사 등에서도 비슷한 개념이 있기 때문에 단어로 사용되고 있다.

## 같이 보기
- 불교